# Post Malone
Austin Richard Post (n. 4 iulie 1995, Syracuse⁠(d), New York, SUA), cunoscut după numele de scenă, Post Malone, este un cântăreț american, rapper, compozitor și producător. Mai întâi a câștigat o recunoaștere majoră în februarie 2015, după lansarea de la single-ul sau de debut, „White Iverson”. În luna august 2015, Post a semnat un contract cu Republic Records. Pe 9 decembrie 2016, el a lansat albumul său de debut „Stoney”.

## Primii ani
Post s-a născut în Syracuse, New York. La 10 ani, el și familia sa s-au mutat la Grapevine, Texas. Îi plăcea să joace baschet și să urmărească sporturi. Tatăl său a fost directorul adjunct la Dallas Cowboys pentru mâncare și băutură, deci Malone a fost capabil de a primi mâncare gratis și bilete pentru jocurile lor. Post a început să cânte la chitară și a dat o probă pentru trupa „Crown the Empire” în 2010, dar a fost respins după ce corzile de la chitara sa s-au rupt în timpul audiției. El i-a datorat popularului joc Guitar Hero interesul pentru muzică.
Post a început să învețe cum să producă muzică cu ajutorul programului FL Studio. Când avea 16 ani, a început să lucreze la primul său mixtape. El a arătat mixtape-ul unor colegi de la Grapevine High School, caștigând, astfel, recunoaștere în școală. El îi datorează tatălui său dragostea pentru muzică, care l-a expus la a face muzică de toate genurile, inclusiv country. S-a înscris în Tarrant County College, dar a renunțat după câteva luni.

## Cariera muzicală
După ce a părăsit colegiul, Post s-a mutat în Los Angeles, California, cu vechiul său prieten Jason Stokes. El și-a creat numele de scena, care mai târziu s-ar fi zvonit ca ar fi o referire la jucător profesionist de baschet Karl Malone; dar Malone a explicat mai târziu într-un interviu cu The Breakfast Club că „Post” este numele său de familie și că doar a inventat numele de „Malone”. El l-a cunoscut pe Trocon "1st Down" Roberts, Jr. și pe Steven "Sauce Lord Rich" Bolden de la FKi care au făcut munca de producție pe mai multe dintre piesele lui Malone, printre care a fost și „White Iverson”. Malone a înregistrat piesa la două zile după ce a scris-o. „White Iverson” este, în parte, o trimitere la jucătorul profesionist de baschet, Allen Iverson. În februarie 2015, după finalizare, a fost încărcată pe contul de SoundCloud al lui Malone. Pe 19 iulie 2015, Malone a lansat un videoclip pentru „White Iverson”, care ajunsese la peste 320 de milioane de vizualizări de la lansare. După vâlva creată de „White Iverson”, Post a lansat mai multe alte single-uri populare pe SoundCloud, inclusiv "Too Young", "What's Up", "Patient" și "Tear$", toate bucurându-se de aproape același nivel de popularitate. El si-a ales numele de rapper cu ajutorul unui RapNameGenerator unde el a scris doar numele său, "Austin Post".
După ce a atins un milion de vizualizări într-o lună de la lansarea „White Iverson”, Post a atras rapid atenția caselor de discuri. În august 2015, a semnat un contract de înregistrare cu Republic Records. După hit-ul care l-a făcut cunoscut, Malone a lucrat cu o serie de rapperi proeminenți, precum 50 Cent, Young Thug, și Kanye West, și alții. Malone s-a împrietenit cu cântărețul și compozitorul canadian Justin Bieber, care l-a pus pe Malone în deschiderea turului său „Purpose World Tour”. Pe 20 aprilie 2016, Malone a avut premiera noului său single, "Go Flex" la Zane Lowe Beats 1 Show. Pe 12 mai 2016, a lansat primul său proiect de lungime întreagă, un mixtape, intitulat  August 26. Pe 9 iunie 2016, Malone și-a făcut debutul pe televiziunea națională la Jimmy Kimmel Live!, interpretând "Go Flex".
În iunie 2016, redactorul-șef al revistei XXL, Vanessa Satten, a dezvăluit că Post Malone putea să apară pe coperta revistei XXL „Bobocii Anului 2016”, dar i s-a spus din partea taberei lui că "el nu a oferit prea multă atenție hip-hop-ului. El ar fi vrut să meargă mai mult spre direcția rock/pop/country.”  Cu toate acestea, Malone a negat aceste afirmații, spunând, „dragostea mea pentru muzică nu trebuie să fie niciodată pusă la îndoială. N-ar trebui să fiu pedepsit pentru modul în care o consider.” El a continuat apoi să explice că ultimul său mixtape, precum și viitorul său album au fost de hip-hop: "Lansez un album hip-hop în august. Am făcut un mixtape HIP HOP promovându-mi albumul HIP HOP." Titlul său mixtape-ului său de debut August 26 a fost o referire la data lansării albumului de debut Stoney. Pe 27 august 2016, Post Malone și-a cerut scuze pentru că albumul întârzie. A fost disponibil pentru pre-comandă pe 4 noiembrie, și a fost lansat în cele din urmă, pe 9 decembrie.
Malone a dezvăluit titlul următorului său proiect, Beerbongs și Bentleys.

## Discografie
- Stoney (2016)
- Beerbongs & Bentleys (2018)
- Hollywood's Bleeding (2019)
- Twelve Carat Toothache (2022)
- Austin (2023)
- F-1 Trillion (2024)